# 瀬村奈月
瀬村 奈月（せむら なつき、1989年11月30日 - ）は、日本のフリーアナウンサー。奈良県出身。

## 経歴
天理高等学校、同志社大学商学部卒業。高校の2年下には西浦直亨、学部の同期には小林誠司がいる。
2012年、大学卒業と同時にテレビ和歌山にアナウンサーとして入社。ニュース番組やスポーツ中継のリポーターからバラエティ番組まであらゆる仕事をこなした。若手時代には報道フロアディレクターも務めたことがある。
2018年3月にテレビ和歌山を退社し、翌4月にテレビ神奈川へ移籍する。10月には横浜マラソンにメディアランナーとして参加し、5時間52分37秒で完走した。
2022年3月31日をもってテレビ神奈川を退社。翌4月からは地元の奈良に戻り、京都府にあるエステサロンのセラピストとなる。
2023年からはフリーアナウンサーとなり、およそ1年ぶりにメディア出演を再開。同年6月25日から、和歌山放送の番組『安田大サーカスHIROの男じゅく。』にアシスタントとして出演を開始した。

## 人物

### エピソード
- 学生時代には野球部にてマネージャーを務めたほどの野球好きでもある[1][4]。
- 和歌山県の放送局に就職したのは、父の実家が和歌山県にあり、親族も住んでいることによるもの[8]。また、アナウンサーを目指したきっかけは、高校時代に阪神甲子園球場のアルプススタンドでテレビのインタビューを受けた経験から、その仕事ぶりに憧れたことによる[9]。
- tvkに移籍してからはプロ野球中継（横浜戦）を担当するようになったが、当初はプロ野球に関する知識がほとんどなく、取材がうまくできずに試合後泣きながら家に帰ったこともあったと語っている[3]。しかし、投手・野手それぞれの試合に関するデータをつけたり、ベイスターズ関連の記事や選手・コーチ・監督から聞いた話をまとめたノートを作成するなどしているうちに「試合を見ることがいつの間にか楽しくてたまらなくなっていた」という[3]。
- 2022年12月31日、自身のTwitterにおいて、同年に失声症と摂食障害になり、入院していたことを公表した[10]。一時は体重が10キロほど落ちていた[11]というが、2023年11月現在では「体重も戻って元気に生活」していると述べている[12]。
- フリー転身後は、「軸となる仕事」（詳細は非公表）のほか、「ビール屋でのアルバイト」をしていることを明かしている[13]。

### 保有資格
- ビアソムリエ（ベーシック）
- 耳ツボアーティスト
- 日本化粧品検定3級
- コスメコンシェルジュ
- AEAJ認定アロマテラピーアドバイザー
- サッカー4級審判員

## 担当番組

### 現在
- 安田大サーカスHIROの男じゅく。（和歌山放送、2023年6月25日 - ） - アシスタント
- Camp Style（テレビ和歌山、2023年9月2日 - ）[14]
- CHRISTMAS SHOWROOM by FeStA LuCe（和歌山放送、2023年10月2日 - ） - ナビゲーター[15]

### テレビ和歌山時代
- 全国高等学校野球選手権和歌山大会
- ニュース&情報 5チャンDO!
- WTVニュース
- ワンカツ

### テレビ神奈川時代
- tvkニュース・天気
- tvkスポットニュース
- 高校野球ニュース
- tvkプロ野球中継 横浜DeNAベイスターズ熱烈LIVE - リポーター
- 全国高等学校野球選手権神奈川大会 - リポーター
- 各種スポーツ中継 - リポーター
- 部活応援プロジェクト しゃかりき（2018年4月6日 - 2020年9月28日）　- アシスタント
- tvk NEWSハーバー（2019年1月25日 - 2022年3月25日） - キャスター
- ベイスターズ魂（2019年11月30日 - 2020年1月25日） - アシスタント
- JOYのASOBU-TV JOYnt!（群馬テレビ、2019年12月11日・18日）- ゲスト
- 神奈川フューチャードリームス ルートインBCリーグ参入初年度初優勝!! 記念特別番組（2020年12月29日） - MC
- 太田上田（中京テレビ放送、2021年3月30日） - ゲスト
- News Link（2021年5月10日 - 2022年3月28日） - 月曜日スポーツコーナー担当